# Édifice de la Banque Dominion (Montréal)
L'édifice de la Banque Dominion (anglais : The Dominion Bank) est un édifice bancaire de style Beaux-Arts construit en 1927 à l'intersection des rues De Bleury et Sainte-Catherine Ouest, sur l'îlot Balmoral, dans l'arrondissement de Ville-Marie à Montréal, dans un quartier maintenant connu comme le Quartier des spectacles. Classé un immeuble patrimonial par la ville en 1990, il est érigé selon les plans de l'architecte torontois John McIntosh Lyle (en) (1872-1945) et sous la supervision de l'architecte montréalais associé au projet, David Jerome Spence (1873-1955). 
Le bâtiment en pierre, de plan rectangulaire à deux étages, possède un angle arrondi où se situe l'entrée principale. 
Cette succursale bancaire est construite pour la Banque Dominion (en), institution fondée en 1869. En 1955, elle fusionne avec la banque de Toronto, établie en 1855, et prend alors le nom de banque Toronto-Dominion. La façade de la succursale est modifiée en 1960 par l'élargissement de la porte de service sur la rue De Bleury. En 1964, le hall de la banque, d'esprit classique, est entièrement réaménagé et remodelé par l'architecte John H. Bird.